# Mercedes-Benz Ayco
Mercedes-Benz Ayco — семейство малых и особо малых городских автобусов от производителя Mercedes-Benz, серийно выпускающиеся с 1997 года преимущественно для стран Южной Америки.

## История
Mercedes-Benz Ayco официально был представлен в 1997 году, как автобус малого класса, который будет доступен для стран Южной Америки. Он построен на одной платформе в Европейским аналогом Mercedes-Benz Cito. На данный на автомобиль имеется устойчивый спрос в Мексике и Бразилии.